# Контрпассивный счёт
Контрпассивный счёт — один из двух видов контрарных счетов. Предназначается для уточнения сумм источников имущества — капитала или обязательств, учитываемых на пассивном счёте.
Остаток по контрпассивному счёту уменьшает размер источника основного счёта. Здесь основной счёт выступает в качестве пассивного счёта, а регулирующий (контрпассивный) — активного.
Например, в Плане счетов бухгалтерского учета, разработанном Минфином, активный счёт 81 «Собственные акции (доли)» является контрпассивным по отношению к пассивному счёту 80 «Уставный капитал». На счете 81, в частности, отражается стоимость акций, выкупленные предприятием у акционеров, до их аннулирования. Таким образом, сальдо на счете 81 уменьшает фактическую величину капитала организации.